# Картрайт (Оклахома)
Картрайт (англ. Cartwright) — переписна місцевість (CDP) в США, в окрузі Браян штату Оклахома. Населення — 492 особи (2020).

## Географія
Картрайт розташований за координатами 33°51′19″ пн. ш. 96°33′25″ зх. д. / 33.85528° пн. ш. 96.55694° зх. д. (33.855390, -96.556978).  За даними Бюро перепису населення США в 2010 році переписна місцевість мала площу 6,16 км², з яких 6,14 км² — суходіл та 0,02 км² — водойми.

## Демографія
Згідно з переписом 2010 року, у переписній місцевості мешкало 609 осіб у 241 домогосподарстві у складі 157 родин. Густота населення становила 99 осіб/км².  Було 299 помешкань (49/км²).
Расовий склад населення:
| - 77,2 % — білих - 5,9 % — корінних американців - 1,5 % — чорних або афроамериканців - 0,7 % — азіатів - 0,2 % — вихідців з тихоокеанських островів - 2,3 % — осіб інших рас |

До двох чи більше рас належало 12,3 %. Частка іспаномовних становила 8,2 % від усіх жителів.
За віковим діапазоном населення розподілялося таким чином: 26,1 % — особи молодші 18 років, 57,3 % — особи у віці 18—64 років, 16,6 % — особи у віці 65 років та старші. Медіана віку мешканця становила 38,8 року. На 100 осіб жіночої статі у переписній місцевості припадало 103,7 чоловіків;  на 100 жінок у віці від 18 років та старших — 95,7 чоловіків також старших 18 років.
Середній дохід на одне домашнє господарство  становив 31 512 долари США (медіана — 20 898), а середній дохід на одну сім'ю — 29 230 доларів (медіана — 19 621). За межею бідності перебувало 26,3 % осіб, у тому числі 53,8 % дітей у віці до 18 років та 0,0 % осіб у віці 65 років та старших.
Цивільне працевлаштоване населення становило 144 особи. Основні галузі зайнятості: будівництво — 19,4 %, виробництво — 10,4 %, роздрібна торгівля — 9,7 %.